# 法倫鎮區 (明尼蘇達州坎迪約希縣)
法倫鎮區（英語：Fahlun Township）是位於美國明尼蘇達州坎迪約希縣的一個行政鎮區。

## 歷史
法倫鎮區於1877年設立，得名自位於瑞典的法倫。

## 地方資料
法倫鎮區的面積為93.38平方千米，當中陸地面積為76.36平方千米，而水域面積為17.02平方千米。根據2020年美國人口普查的數據，當地共有人口332人，而人口密度為每平方千米3.56人。